# Eutali
Eutali (Euthalius, Εὐθάλιος) fou bisbe de Sulce. Va viure vers el 458.
De jove va compondre les epístoles de Sant Pau en capítols i versos (un treball semblant ja s'havia fet el 396 però el treball d'Eutali fou millor i hi va fer alguns afegits). A la seva elevació al bisbat va fer el mateix amb els Actes dels Apòstols i les Epístoles catòliques. La primera obra fou enviada el 490 a Atanasi II d'Alexandria.